# Selenops dilon
Selenops dilon är en spindelart som beskrevs av José Antonio Corronca 2002. Selenops dilon ingår i släktet Selenops och familjen Selenopidae. Inga underarter finns listade i Catalogue of Life.